# Søkabelploven
|  | Denne artikel er oprettet af botten Steenthbot ud fra en ekstern database. Den kan derfor have sproglige fejl eller mangler. Denne skabelon kan fjernes efter kontrol af indholdet. |

Søkabelploven er en dansk dokumentarfilm fra 1986 instrueret af Werner Hedman og Leif Beckendorff efter deres manuskript.

## Handling
Søkabler er nødvendige for samfundet, både nationalt og mellem Danmark og nabolandene. De er udsat for en betydelig risiko for beskadigelse pga. ankre og bundslæbende fiskeredskaber. Derfor forstærkes kablerne løbende med dobbelt og tredobbelt jernarmering. Den bedste beskyttelse opnås ved, at et søkabel graves ned i havbunden. Post- og Telegrafvæsenet (P&T) har til formålet bygget en søkabelplov. I sommeren 1985 graves det første danske lyslederkabel i Danmark ned i Storebælt mellem Halsskov og Nyborg. Her anvendes søkabelploven for første gang. Den gennemsnitlige pløjehastighed er 18 meter/timen.